# Модіолус
Модіо́лус (від лат. modiolus — «маточина колеса») — керамічна філіжанка з пласким донцем і ручкою, розповсюджена в добу еллінізму.
Модіолуси отримали розповсюдження в добу еллінізму. Це керамічні вироби, що імітували коштовний посуд з золота, срібла, бронзи. Звідси намагання прикрасити його наріжні боки ліпленими рельєфами, які зазвичай використовували античні ювеліри для оздоб коштовного посуду, частіше срібного. Рельєфи виконували або ручну, або з використанням особливих форм з остаточним доопрацюванням деталей. Поверхню вкривали глазурами, що наближали зовнішній колір модіолусів до кольорів бронзового чи золотавого. Але дешеві за використанням сировини модіолуси призначалися для небагатих верств суспільства. Цей посуд також устрічається в античних похованнях.
Зустрічаються модіолуси як керамічні, так і скляні — без декору.